# Koreasat-5
Koreasat-5 или Mugunghwa-5 — южнокорейский телекоммуникационный спутник двойного назначения, принадлежащий корпорации Korea Telecom. Он предназначен для оказания услуг ретрансляции телевизионных каналов, а также предоставления спутниковой связи военным и гражданским операторам на территории Азиатско-Тихоокеанского региона. Спутник был изготовлен компанией Alcatel Alenia Space на базе платформы Spacebus 4000C1 за 170 млн.$
Полезная нагрузка состоит из 24 транспондеров Ku-диапазона, 4 транспондеров Ka-диапазона и 8 транспондеров SHF-диапазона. Мощности спутника Ku-диапазона используются в гражданских целях, транспондеры Ka и SHF-диапазона для военных нужд.
Спутник Koreasat-5 был выведен на орбиту 22 августа 2006 года с помощью ракеты-носителя Зенит-3SL с плавучей платформы космодрома Sea Launch из акватории Тихого океана.
Расчётная точка стояния - 113° в. д.